# Астрида
Астрида или Астрис (грч. Αστρίδα) је насељено место на острву  Тасос у периферији Источна Македонија и Тракија, Грчка. Према попису из 2021. године био је 41 становник.
Насеље се први пут помиње на попису из 1940. године са 17 становника.